# Rinaldo Talamonti
Rinaldo Talamonti (* 25. August 1947 in San Benedetto del Tronto, Italien) ist ein italienischer Schauspieler und Gastronom.

## Leben
Er kam 1964 mit seinen Eltern nach München. Schon nach drei Jahren kehrte die Familie nach Italien zurück, doch gegen den Willen seines Vaters blieb Rinaldo Talamonti in Deutschland.  Er arbeitete als Kellner, und um seine Frau und später seine kleine Familie zu ernähren, reagierte er auf ein Inserat, in dem nach „jungen Mädchen“ gesucht wurde. Trotz geringer Deutschkenntnisse erhielt er 1968 von Alois Brummer seine erste Filmrolle in der Produktion Graf Porno und seine Mädchen.
Von da an spielte Talamonti in zahlreichen deutschen Sexfilmen. Als Karikatur eines Latinlovers sollte der knapp 1,60 Meter große Akteur zu einem wesentlichen Teil für das humoristische Element der in den 1970er Jahren gedrehten Sexfilme sorgen. In elf Jahren war Talamonti in rund 40 Filmen dieses Genres zu sehen und bediente dabei fast ausschließlich das Klischeebild des dauererotisierten Südländers. Des Weiteren trat er auch in mehreren Abenteuerfilmen auf.
1978 beendete er vorerst seine Schauspielerkarriere und baute mit seiner Frau Roswitha († 2021) eine Vertretung für italienische Schuhe auf. 1993 eröffneten sie in der Münchener Innenstadt das Bistro „Buon Gusto Talamonti“, das schon bald zum Restaurant erweitert wurde und das sie bis Anfang 2012 führten. 1996 kandidierte Talamonti bei den Münchner Kommunalwahlen für die FDP.
Gelegentlich wirkt Rinaldo Talamonti inzwischen auch wieder in Filmen (High Crusade – Frikassee im Weltraum) und Fernsehserien mit.
In dem 2006 von Arte ausgestrahlten Dokumentarfilm Der Traum des Vaters von Michael Chauvistré und Miriam Pucitta wurde der Werdegang der Familie Talamonti über drei Generationen dargestellt.
2008 wurde Rinaldo im italienischen Konsulat zu München der Titel eines Cavaliere dell’Ordine della Stella della Solidarietà Italiana („Ritter des Ordens des Sterns der Italienischen Solidarität“), einer Auszeichnung für Auslandsitaliener, die sich Verdienste für Italien erworben haben, verliehen.
2025 veröffentlichte Talamonti unter dem Titel Rinaldo Talamonti - Ein erotischer Rebell seine Memoiren.

## Filmografie
- 1969: Graf Porno und seine Mädchen
- 1969: Eros-Center Hamburg
- 1969: Graf Porno und die liebesdurstigen Töchter
- 1970: Dr. Fummel und seine Gespielinnen
- 1970: Graf Porno bläst zum Zapfenstreich
- 1970: Viel Glück in Deutschland
- 1971: Beichte einer Liebestollen
- 1971: Gestatten... Vögelein im Dienst
- 1971: Mache alles mit
- 1971: Love-In (TV)
- 1971: Obszönitäten
- 1972: Sie liebten sich einen Sommer
- 1972: Hausfrauen-Report 3
- 1972: Laß jucken, Kumpel
- 1972: Schulmädchen-Report. 4. Teil: Was Eltern oft verzweifeln läßt
- 1972: Die liebestollen Apothekerstöchter
- 1972: Semmel, Wurst und Birkenwasser
- 1973: Hausfrauen-Report international
- 1973: Liebe in drei Dimensionen
- 1973: Liebesgrüße aus der Lederhose
- 1973: Schulmädchen-Report. 5. Teil: Was Eltern wirklich wissen sollten
- 1973: Sex-Träume-Report
- 1973: Laß jucken, Kumpel 2. Teil – Das Bullenkloster
- 1973: Schlüsselloch-Report
- 1973: Frühreifen-Report
- 1973: Hausfrauen-Report 4
- 1973: Matratzen-Tango
- 1973: Auch Ninotschka zieht ihr Höschen aus
- 1973: Schulmädchen-Report. 6. Teil: Was Eltern gern vertuschen möchten
- 1973: Geh, zieh dein Dirndl aus
- 1973: Zu Gast in unserem Land (Fernsehserie, 1 Episode)
- 1974: Die Stoßburg – Wenn nachts die Keuschheitsgürtel klappern
- 1974: Dschungelmädchen für zwei Halunken
- 1974: Wenn die prallen Möpse hüpfen
- 1974: Alpenglüh’n im Dirndlrock
- 1974: Schulmädchen-Report. 7. Teil: Doch das Herz muß dabei sein
- 1974: Bohr weiter, Kumpel
- 1974: Laß jucken, Kumpel 3. Teil – Maloche, Bier und Bett
- 1974: Zwei im siebenten Himmel
- 1974: Liebesgrüße aus der Lederhose II. Teil
- 1974: Auf der Alm da gibt’s koa Sünd
- 1975: Zwei tolle Hechte – Wir sind die Größten (Prima ti suono e poi ti spara)
- 1975: Derrick – Tod am Bahngleis
- 1975: Derrick – Der Tag nach dem Mord
- 1975: Wenn Mädchen zum Manöver blasen
- 1975: Zwei Teufelskerle auf dem Weg ins Kloster
- 1975/78: Lady Dracula
- 1977: Sonne, Wein und harte Nüsse (Fernsehserie, 1 Episode)
- 1977: Slavers – Die Sklavenjäger
- 1977: Derrick – Mord im TEE91
- 1978: Das Love-Hotel in Tirol
- 1979: Zwei Däninnen in Lederhosen
- 1980: Polizeiinspektion 1 (Fernsehserie, 1 Episode)
- 1980: Locker vom Hocker (Fernsehserie, 1 Episode)
- 1982: Gastspieldirektion Gold (TV)
- 1985: Eine andere Frau (TV)
- 1986–1988: Anton, wohin? (Fernsehserie)
- 1990–1992: Ein Schloß am Wörthersee (Fernsehserie, 3 Episoden)
- 1992: Die Zwillingsschwestern aus Tirol (TV)
- 1992: G.E.Z. – Er kam aus dem Nichts (Kurzfilm)
- 1993: Almenrausch und Pulverschnee (Fernsehserie, 7 Episoden)
- 1994: High Crusade – Frikassee im Weltraum (The High Crusade)
- 1994: Das Baby der schwangeren Toten (TV)
- 1995: Pumuckl TV (TV)
- 1995: Pizza Arrabbiata
- 1995: Um die 30 (Fernsehserie)
- 1995: Der Räuber mit der sanften Hand (3-teilige Fernsehserie)
- 1996: Auf Achse (Fernsehserie, 1 Episode)
- 1996: Docteur Stefan Frank (Fernsehserie, 1 Episode)
- 1996: Schwurgericht (Fernsehserie, 1 Episode)
- 1996: SOKO München (Fernsehserie, 1 Episode)
- 1997: Das Recht auf meiner Seite (TV)
- 1998: Durch dick & dünn (TV)
- 1998: Aus heiterem Himmel (Fernsehserie, 1 Episode)
- 1999: Schwarz greift ein (Fernsehserie, 1 Episode)
- 1999: Tach, Herr Dokter! – Der Heinz-Becker-Film
- 2000: Der Kardinal – Der Preis der Liebe (TV)
- 2001: Der Fahnder (Fernsehserie, 1 Episode)
- 2002: Wolf im Schafspelz (Serie Tatort)
- 2002: Der Pfundskerl (Fernsehserie, 1 Episode)
- 2002: Vienna
- 2002: Hochwürden wird Papa (TV)
- 2004: Hausmeister Krause – Ordnung muss sein (Fernsehserie, 1 Episode)
- 2005: Das beste Jahr meines Lebens (TV)
- 2007: Alles außer Sex (Fernsehserie, 1 Episode)
- 2010: Diablo 666 (Kurzfilm)
- 2011: Der falsche Mann
- 2011: Commissar Rex (Bandiera a mezz'asta) (Fernsehserie, 1 Episode)
- 2011: Kunst der Kuenste, Sempre Arte! (Kurzfilm)
- 2013: Klatscht! (Kurzfilm)
- 2014: Father Rupert Mayer
- 2014: Fate (Kurzfilm)
- 2014: La corona spezzata